# FC Granit Mikașevici
Hranit Mikașevici este un club de fotbal din Mikașevici, Belarus.

## Lotul curent
Din iunie, 2009
| Nr. |          | Poziție | Jucător              |
| --- | -------- | ------- | -------------------- |
| 1   | Belarus  | P       | Dzyanis Parechyn     |
| 2   | Belarus  | F       | Alyaksandr Halowchyk |
| 3   | Belarus  | F       | Alyaksandr Bylina    |
| 4   | Belarus  | A       | Uladzimir Makowski   |
| 5   | Belarus  | A       | Pavel Beganski       |
| 6   | Belarus  | M       | Serhiy Kuznetsov     |
| 7   | Belarus  | M       | Vyachaslaw Hryharaw  |
| 8   | Lituania | M       | Darius Miceika       |
| 9   | Belarus  | F       | Dzmitry Chaley       |
| 10  | Belarus  | A       | Mikalay Yanush       |

| Nr. |          | Poziție | Jucător                |
| --- | -------- | ------- | ---------------------- |
| 11  | Belarus  | M       | Yawhen Lashankow       |
| 18  | Belarus  | F       | Vadzim Lasowski        |
| 19  | Belarus  | M       | Dzyanis Sashcheka      |
| 20  | Belarus  | F       | Andrey Bakhno          |
| 21  | Brazilia | M       | Vagner                 |
| 22  | Belarus  | M       | Alyaksandr Buloychyk   |
| 24  | Belarus  | M       | Andrey Paryvaew        |
| 26  | Lituania | A       | Vitalijus Kavaliauskas |
| 27  | Belarus  | F       | Valery Tarasenka       |
| 30  | Belarus  | P       | Barys Pankrataw        |

## Jucători notabili
- David Khmelidze